# 세가와 마코토
세가와 마코토(일본어: 瀬川 誠, 1974년 11월 26일 ~ )는 일본의 전 축구 선수이다.

## 구단 경력
1993년 J1리그의 요코하마 플뤼겔스에 입단했다. 1996년 재팬 풋볼 리그의 후쿠시마 FC로 이적했다. 1998년 브럼멜 센다이(베갈타 센다이)로 이적했다. 1999년 J2리그로 승격했다. 2001년까지 56경기에 출전하여, 8득점을 넣었다. 2001년후 현역 은퇴.